# Friedrich von Hagedorn
Friedrich von Hagedorn, född 23 april 1708 i Hamburg, död där 28 oktober 1754, var en tysk poet.
Hagedorns första dikter går i den äldre tyska lyrikens traditionen, men i Versuch in poetischen Fabeln und Erzählungen (1738), pekar han, påverkad av Jean de La Fontaines lätta ton, framåt mot den så kallade anakreontiska riktningen. I Oden und Lieder (1747) och Moralische Gedichte (1750) predikas en måttfull njutningslära. Hans Poetische Werke utgavs i fem band 1800.